# The Anthony Choir
The Anthony Choir è un album a nome di Ray Anthony and Orchestra, pubblicato dalla Capitol Records nel 1953.
In seguito, in una data imprecisata, la Capitol Records ripubblicò (con il codice T–442) lo stesso album con quattro brani aggiuntivi.

## Tracce
Lato A
1. Sweet and Lovely – 2:56 (Jules LeMare, Harry Tobias) – Registrato il 1 aprile 1953 a Chicago, Illinois
2. Jalousie – 2:35 (Vera Bloom, Jacob Gade) – Registrato il 3 aprile 1953 a Chicago, Illinois
3. To Each His Own – 2:48 (Jay Livingston) – Registrato il 3 aprile 1953 a Chicago, Illinois
4. My Reverie – 3:04 (Larry Clinton) – Registrato il 3 aprile 1953 a Chicago, Illinois

Durata totale: 11:23
Lato B
1. Adios – 2:42 (Enric Madriguera, Eddie Woods) – Registrato il 1 aprile 1953 a Chicago, Illinois
2. Over the Rainbow – 2:51 (Harold Arlen, E.Y. Yip Harburg) – Registrato il 1 aprile 1953 a Chicago, Illinois
3. The Moon Is Low – 2:23 (Nacio Herb Brown, Alan Freed) – Registrato il 3 aprile 1953 a Chicago, Illinois
4. Stairway to the Stars – 3:05 (Matty Malneck, Frank Signorelli, Mitchell Parish) – Registrato il 1 aprile 1953 a Chicago, Illinois

Durata totale: 11:01
LP pubblicato dalla Capitol Records (T-442)
Lato A
1. Sweet and Lovely – 2:56 (Jules LeMare, Harry Tobias) – Registrato il 1 aprile 1953 a Chicago, Illinois
2. Jalousie – 2:35 (Vera Bloom, Jacob Gade) – Registrato il 3 aprile 1953 a Chicago, Illinois
3. To Each His Own – 2:48 (Jay Livingston) – Registrato il 3 aprile 1953 a Chicago, Illinois
4. My Reverie – 3:04 (Larry Clinton) – Registrato il 3 aprile 1953 a Chicago, Illinois
5. At Last – 2:59 (Mack Gordon, Harry Warren) – Registrato il 1 ottobre 1951 al Capitol Studios di Hollywood, California
6. There Are Such Things – 2:59 (Stanley Adams, Abel Baer) – Registrato il 22 gennaio 1952 a New York City, New York

Durata totale: 17:21
Lato B
1. Adios – 2:42 (Enric Madriguera, Eddie Woods) – Registrato il 1 aprile 1953 a Chicago, Illinois
2. Over the Rainbow – 2:51 (Harold Arlen, E.Y. Yip Harburg) – Registrato il 1 aprile 1953 a Chicago, Illinois
3. The Moon Is Low – 2:23 (Nacio Herb Brown, Alan Freed) – Registrato il 3 aprile 1953 a Chicago, Illinois
4. Stairway to the Stars – 3:05 (Matty Malneck, Frank Signorelli, Mitchell Parish) – Registrato il 1 aprile 1953 a Chicago, Illinois
5. I Hear a Rhapsody – 2:36 (Jack Baker, George Fragos) – Registrato il 1 ottobre 1951 al Capitol Studios di Hollywood, California
6. As Time Goes By – 3:08 (Herman Hupfeld) – Registrato il 15 aprile 1952 al Capitol Studios di Hollywood, California

Durata totale: 16:45

## Musicisti
Sweet and Lovely, Adios, Over the Rainbow, Stairway to the Stars, The Moon Is Low,  Jalousie, To Each His Own e The Moon Is Low
- Ray Anthony – tromba
- Darryl Campbell – tromba
- Pat Roberts – tromba
- Ray Triscary – tromba
- Dale Turner – tromba
- Sy Berger – trombone
- Vince Forrest – trombone
- Dick Reynolds – trombone
- Ken Schrudder – trombone
- Earl Bergman – sassofono alto, clarinetto
- Jim Schneider – sassofono alto, clarinetto
- Tom Loggia – sassofono tenore
- Billy Usselton – sassofono tenore
- Leo Anthony – sassofono baritono
- Dave Sills – pianoforte
- Earl Backus – chitarra
- Don Simpson – contrabbasso
- Archie Freeman – batteria
- Tommy Mercer – voce (tranne nei brani: Over the Rainbow, Stairway to the Stars e The Moon Is Low)
- The Anthony Choir (gruppo vocale) – cori
- George Williams – arrangiamenti

At Last e I Hear a Rhapsody
- Ray Anthony – tromba
- Woody Faulser – tromba
- Conrad Gozzo – tromba
- Jack Laubach – tromba
- Marty White – tromba
- Keith Butterfield – trombone
- Tom Oblak – trombone
- Dick Reynolds – trombone
- Ken Trimble – trombone
- Earl Bergman – sassofono alto, clarinetto
- Jim Schneider – sassofono alto, clarinetto
- Ted Nash – sassofono tenore
- Buddy Wise – sassofono tenore
- Leo Anthony – sassofono baritono
- Fred Savarese – pianoforte
- Al Hendrickson – chitarra
- Billy Cronk – contrabbasso
- Archie Freeman – batteria
- Tommy Mercer – voce
- The Anthony Choir (gruppo vocale) – cori
- George Williams – arrangiamenti

There Are Such Things
- Ray Anthony – tromba
- Bruce Bruckert – tromba
- Chris Griffin – tromba
- Dean Hinkle – tromba
- Jack Laubach – tromba
- Marty White – tromba
- Keith Butterfield – trombone
- Tom Oblak – trombone
- Dick Reynolds – trombone
- Ken Trimble – trombone
- Earl Bergman – sassofono alto, clarinetto
- Jim Schneider – sassofono alto, clarinetto
- Bob Hardaway – sassofono tenore
- Billy Usselton – sassofono tenore
- Leo Anthony – sassofono baritono
- Fred Savarese – pianoforte
- Al Hendrickson – chitarra
- Billy Cronk – contrabbasso
- Archie Freeman – batteria
- Tommy Mercer – voce
- The Anthony Choir (gruppo vocale) – cori
- George Williams – arrangiamenti

As Time Goes By
- Ray Anthony – tromba
- Bruce Bruckert – tromba
- Dean Hinkle – tromba
- Jack Laubach – tromba
- Knobby Liderbauch – tromba
- Keith Butterfield – trombone
- Tom Oblak – trombone
- Dick Reynolds – trombone
- Ken Trimble – trombone
- Earl Bergman – sassofono alto, clarinetto
- Jim Schneider – sassofono alto, clarinetto
- Bob Hardaway – sassofono tenore
- Billy Usselton – sassofono tenore
- Leo Anthony – sassofono baritono
- Fred Savarese – pianoforte
- Danny Perri – chitarra
- Billy Cronk – contrabbasso
- Archie Freeman – batteria
- Tommy Mercer – voce
- The Anthony Choir (gruppo vocale) – cori
- George Williams – arrangiamenti